# Hydronym
Als Hydronyme (von griechisch ὕδωρ hýdōr „Wasser“ [in Ableitungen ὕδρ-ο- hýdr-o-] und äolisch/dorisch ὄνυμα ónyma „Name“) bezeichnet man in der Namenforschung die Gewässernamen, also beispielsweise die Namen von Flüssen, Seen und Quellen.

## Hydronymie
Die Hydronymie beschäftigt sich mit der Erforschung der Hydronyme. Forschungsschwerpunkte sind die Herkunft, Bedeutung, Geschichte und regionale Verbreitung der Hydronyme und die Erstellung entsprechender Systematiken.

## Bedeutung der Hydronyme
Hydronyme als linguistische Einheit sind meist sehr dauerhaft; nachrückende Völker behalten den ursprünglichen Namen eines Flusses, eines Sees, eines Meeresabschnitts oft bei. Mississippi beispielsweise ist der übernommene Name der Algonkin für diesen Fluss. Damit sind Hydronyme für Linguisten oft unter anderem deshalb interessant, weil sie eine besonders alte Sprachstufe repräsentieren.
Unter den indogermanischen Sprachen können Hydronyme aus verschiedenen Sprachen einen gemeinsamen Ursprung teilen. Die Flussnamen Donau, Don, Düna, Dubna, Dnister, Dnepr und Donez gehen alle auf das urindogermanische *danu- (Fluss) zurück.
Ein weiteres Beispiel sind mehrere Flüsse, deren Name sich auf *es oder *is mit der Bedeutung „(fließendes) Wasser“ zurückzuführen lässt. Siehe dazu unter Etymologie des Namens Isar.

## Anmerkung
1. ↑  
Die attische Form ist ὄνομα ónoma.